# A magyar női labdarúgó-válogatott mérkőzései 1995-ben
A magyar női labdarúgó-válogatott  1995. évi mérkőzéseiből két Európa-bajnoki selejtező ismert. A mérleg: egy győzelem, egy döntetlen.
Szövetségi kapitány:
- Bundzsák Dezső

## Mérkőzések
| 78. mérkőzés 1995. március 25. | Franciaország           | 2 – 0             | Magyarország | Bordeaux |
| 78. mérkőzés 1995. március 25. | Brenton 16' Herbeer 37' | (2 – 0) Részletek |              | Bordeaux |

| 79. mérkőzés 1995. április 3. | Magyarország                           | 5 – 3             | Spanyolország                              | Várna |
| 79. mérkőzés 1995. április 3. | Bajkó 18' 39' 68' Bárfy 27' Mester 79' | (3 – 1) Részletek | Ibanez 31' C. Gonzales 53' P. Gonzales 81' | Várna |

| 80. mérkőzés 1995. április 5. | Románia | 5 – 1             | Magyarország | Várna |
| 80. mérkőzés 1995. április 5. | ?       | (3 – 1) Részletek | Ruff 20'     | Várna |

| 81. mérkőzés 1995. április 7. | Oroszország | 3 – 0             | Magyarország | Várna |
| 81. mérkőzés 1995. április 7. | ?           | (2 – 0) Részletek |              | Várna |

| 82. mérkőzés 1995. április 9. | Magyarország | 1 – 1             | Lengyelország | Várna |
| 82. mérkőzés 1995. április 9. | Bárfy 70'    | (0 – 1) Részletek | Ekiel 32'     | Várna |

| 83. mérkőzés 1995. május 6. | Magyarország | 3 – 2             | Csehország | Mosonmagyaróvár |
| 83. mérkőzés 1995. május 6. | Bajkó Kern   | (1 – 0) Részletek | ?          | Mosonmagyaróvár |

| 84. mérkőzés 1995. szeptember 5. | Olaszország | 1 – 0             | Magyarország | Jesolo |
| 84. mérkőzés 1995. szeptember 5. | ?           | (0 – 0) Részletek |              | Jesolo |

| 85. mérkőzés 1995. szeptember 6. | Franciaország | 2 – 0             | Magyarország | Jesolo |
| 85. mérkőzés 1995. szeptember 6. | ?             | (1 – 0) Részletek |              | Jesolo |

| 86. mérkőzés 1995. október 4. Eb-selejtező | Magyarország | 6 – 0             | Törökország | Kecskemét |
| 86. mérkőzés 1995. október 4. Eb-selejtező | Kern Főfai   | (4 – 0) Részletek |             | Kecskemét |

| 87. mérkőzés 1995. október 22. Eb-selejtező | Magyarország  | 1 – 1             | Ukrajna | Debrecen |
| 87. mérkőzés 1995. október 22. Eb-selejtező | Kiss Lászlóné | (1 – 1) Részletek | ?       | Debrecen |